# Мерийак
Мерийа́к (фр. Mérillac, брет. Merelieg) — коммуна во Франции, находится в регионе Бретань. Департамент — Кот-д’Армор. Входит в состав кантона Брон. Округ коммуны — Сен-Бриё.
Код INSEE коммуны — 22148.

## География
Коммуна расположена приблизительно в 360 км к западу от Парижа, в 60 км западнее Ренна, в 40 км к юго-востоку от Сен-Бриё.

## Население
Население коммуны на 2016 год составляло 235 человека.
| 1962 | 1968 | 1975 | 1982 | 1990 | 1999 | 2008 | 2016 |
| ---- | ---- | ---- | ---- | ---- | ---- | ---- | ---- |
| 329  | 385  | 341  | 337  | 267  | 241  | 233  | 235  |

## Экономика
В 2007 году среди 104 человек в трудоспособном возрасте (15—64 лет) 75 были экономически активными, 29 — неактивными (показатель активности — 72,1 %, в 1999 году было 64,1 %). Из 75 активных работали 69 человек (39 мужчин и 30 женщин), безработных было 6 (2 мужчин и 4 женщины). Среди 29 неактивных 4 человека были учениками или студентами, 19 — пенсионерами, 6 были неактивными по другим причинам.